# Cyprinodon variegatus ovinus
Cyprinodon variegatus ovinus is een ondersoort van de straalvinnige vissen uit de familie van de eierleggende tandkarpers (Cyprinodontidae). De wetenschappelijke naam van de soort is voor het eerst geldig gepubliceerd in 1815 door Mitchill.